# Ortale
Ortale (korsisch L'Ortale) ist eine französische Gemeinde mit 25 Einwohnern (Stand 1. Januar 2022) im Département Haute-Corse auf der Insel Korsika.

## Geografie
Ortale liegt im Regionalen Naturpark Korsika in der Castagniccia, 43 Kilometer südwestlich von Bastia, dem Sitz der Präfektur des Départements Haute-Corse. Das Gemeindegebiet hat eine Fläche von 4,06 Quadratkilometern und liegt auf einer mittleren Höhe von 515 Metern über dem Meeresspiegel, die Mairie liegt auf einer Höhe von 440 Metern. Das Bergdorf wird von der Départementsstraße D71 passiert.

## Bevölkerungsentwicklung
Im Jahr 1800 hatte Ortale 252 Einwohner. Dann stieg die Einwohnerzahl bis 1851, als die Gemeinde über 340 Bewohner hatte. Dann sank die Einwohnerzahl wieder. 1990 hatte Ortale nur noch 17 Einwohner. Seither ist wieder ein leichter Anstieg festzustellen.
| Jahr      | 1962 | 1968 | 1975 | 1982 | 1990 | 1999 | 2009 | 2016 |
| --------- | ---- | ---- | ---- | ---- | ---- | ---- | ---- | ---- |
| Einwohner | 69   | 84   | 64   | 55   | 17   | 25   | 27   | 25   |

## Kultur und Sehenswürdigkeiten

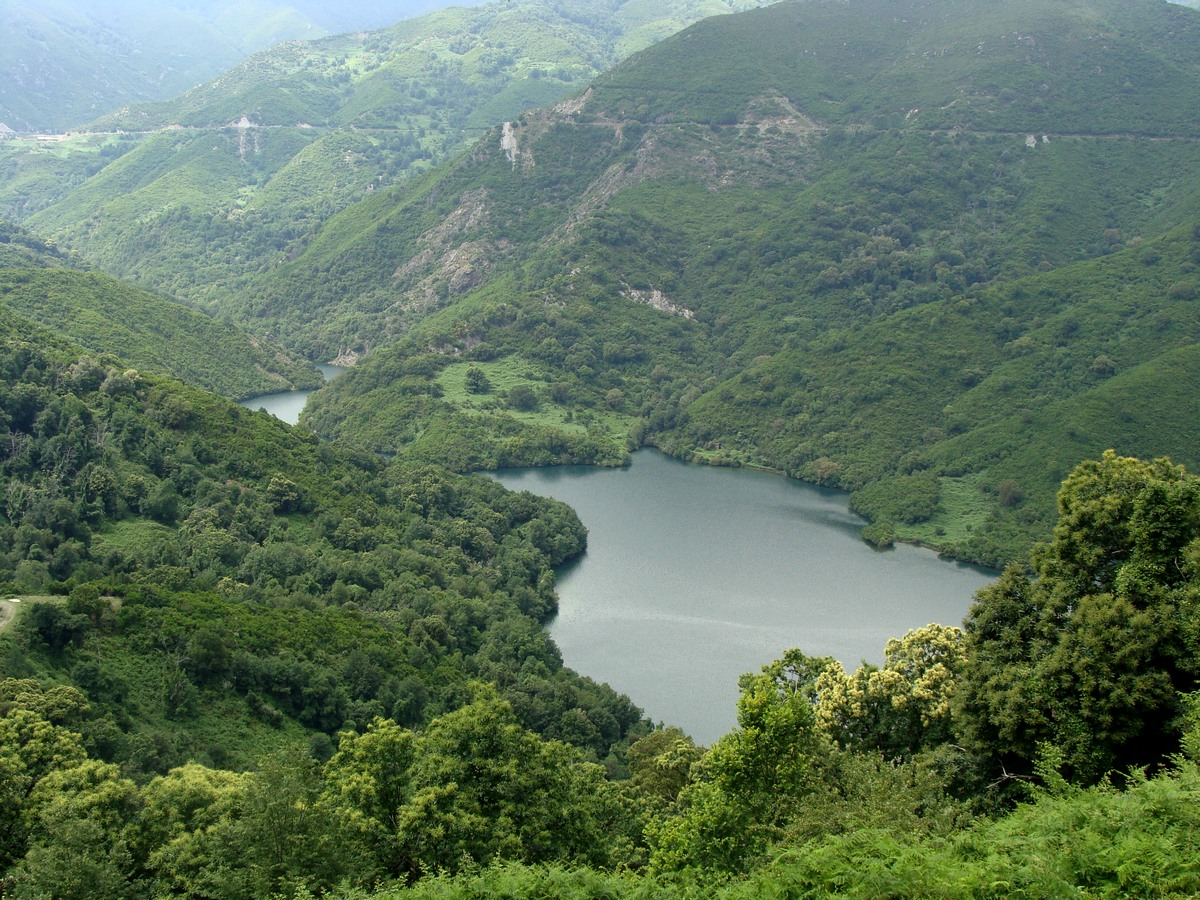
Blick von Chiatra über den Stausee Alesani auf die D71 vor Ortale

Bei einer Inventarisierung der Gebäude von Ortale in den Jahren 2003 und 2009 im Auftrag des Regionalrats von Korsika (Collectivité Territoriale de Corse) wurden 25 Gebäude untersucht. 60 Prozent der Häuser stammen aus dem 17. Jahrhundert, 20 Prozent aus dem 18. Jahrhundert. Mauern und Dachziegel der Häuser bestehen aus Schiefer. Zu einigen der Gebäude gehören Schuppen, die der Trocknung von Kastanien dienen. Die Mairie (‚Bürgermeisterei‘) teilt sich mit der Sakristei ein Gebäude aus der ersten Hälfte des 18. Jahrhunderts.
Östlich des Ortskerns steht eine Friedhofskapelle aus dem 19. Jahrhundert, die ebenfalls aus Schiefer erbaut worden ist. Sie befindet sich im Privatbesitz und ist nicht sehr gut erhalten. Eine weitere Kapelle steht südlich des Ortskerns. Diese Kapelle Sainte-Marie wurde im Mittelalter erbaut. Heute sind nur noch Teile des Kirchenschiffs und die Apsis mit einem Cul-de-Four-Gewölbe erhalten.
Die Pfarrkirche Sainte-Marie steht im Ortskern. Sie wurde im 17. oder im 18. Jahrhundert erbaut und im 19. Jahrhundert restauriert. Das längliche Kirchenschiff trägt ein Tonnengewölbe. In der Kirche befinden sich mehrere Gemälde und Skulpturen aus dem 18. und 19. Jahrhundert. Ein Kelch aus Messing stammt aus dem 16. Jahrhundert.

## Wirtschaft
Auf dem Gemeindegebiet gelten kontrollierte Herkunftsbezeichnungen (AOC) für Brocciu, Honig (Miel de Corse – Mele di Corsica), Olivenöl (Huile d’olive de Corse – Oliu di Corsica) und Kastanienmehl (Farine de châtaigne corse – Farina castagnina corsa) sowie geschützte geographische Angaben (IGP) für Wein (Ile de Beauté blanc, rosé oder rouge und Méditerranée blanc, rosé und rouge).